# Molgula antiborealis
Molgula antiborealis is een zakpijpensoort uit de familie van de Molgulidae. De wetenschappelijke naam van de soort is voor het eerst geldig gepubliceerd in 1967 door Millar.